# 고시도역
고시도역(일본어: 越戸駅, こしどえき)은 일본 아이치현 도요타시에 소재하는 나고야 철도 미카와선의 역이다. 역 번호는 MY09이다.

## 역사
- 1922년 1월 17일: 미카와 철도 역으로 영업 개시.
- 1941년 6월 1일: 미카와 철도가 나고야 철도에 합병, 동사의 미카와 선의 역이 됨.
- 1970년 8월 16일: 무인화.
- 1984년 1월 1일: 화물 영업 폐지.
- 1990년 10월 1일: 교환 설비 설치.
- 1999년 7월 3일: 고가화.
- 2003년 10월 1일: 트랜 패스 사용 개시에 따라 역 집중 관리 시스템 도입.
- 2011년 2월 11일: IC카드 승차권 "manaca" 공용 개시.
- 2012년 2월 29일: 트랜 패스 공용 종료.

## 역 구조
상대식 승강장 2면 2선의 고가역이다. 승강장은 6량 편성분이 정차 가능하고 길이가 있다(100계 전차가 도요타 시 역 ~ 사나게 역을 회송할 때 당역에서 교환 가능). 역 집중 관리 시스템을 도입한 무인역이며, 도요타 시 역에서 원격 관리되고 있다. 이용자가 적기 때문에 엘리베이터 설치 등의 배리어 프리 대응 공사는 이루어지지 않고 있다.

### 승강장
| 번호 | 노선        | 방향 | 행선                 |
| ---- | ----------- | ---- | -------------------- |
| 1    | ■ 미카와 선 | 하행 | 사나게 방면          |
| 2    | ■ 미카와 선 | 상행 | 도요타 시・지류 방면 |

## 역 주변
- 고시도 광산 흔적
- 마루유카 양조장
- 국도 제153호선
- 아이치 현도 346호 고시도 정거장선
- 아이치 현도 348호 니시나카야마코도 정거장선
- 도카이 풋살 클럽

## 인접역
| 나고야 철도 미카와선        | 나고야 철도 미카와선 | 나고야 철도 미카와선    |
| --------------------------- | -------------------- | ----------------------- |
| MY10 히라토바시 사나게 방면 |                      | 우메쓰보 MY08 지류 방면 |